# Robert Mercer Taliaferro Hunter

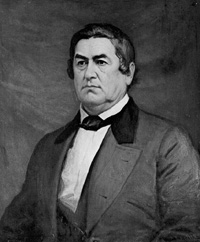
Robert Mercer Taliaferro Hunter

Robert Mercer Taliaferro Hunter (Essex County (Virginia), 21 april 1809 - Essex County (Virginia), 18 juli 1887) was een Amerikaanse senator en tijdens de Amerikaanse Burgeroorlog minister van Buitenlandse Zaken van de Geconfedereerde Staten van Amerika.
Hunter werkte vanaf 1830 als advocaat en zetelde van 1834 tot 1837 in het parlement van zijn thuisstaat Virginia. Van 1837 tot 1843 en van 1845 tot 1847 zetelde hij in het Huis van Afgevaardigden, waarvan hij in 1839 voorzitter (Speaker) was. Van 1847 tot 1861 was hij senator namens de staat Virginia.
Na de verkiezing van Abraham Lincoln in november 1860 hoopte hij aanvankelijk op een compromis om de secessie van de slavenstaten nog te vermijden, maar op 28 maart 1861 nam hij ontslag uit de senaat. Hij werd lid van het Voorlopig Congres van de Geconfedereerde Staten van Amerika. Van 25 juli 1861 tot 17 februari 1862 was Hunter minister van Buitenlandse Zaken in de Zuidelijke regering, maar in deze functie nam hij amper initiatieven. In februari 1862 werd hij voor zijn thuisstaat verkozen in de Senaat van de Geconfedereerde Staten van Amerika. Hierin speelde hij echter geen leidende rol.
Na de moord op president Lincoln in april 1865 werd zorgvuldig onderzocht of Hunter banden had met de daders. Hoewel dit niet het geval bleek, zat Hunter toch gevangen tot in november van dat jaar. Daarna werkte Hunter opnieuw als advocaat en bekleedde in Virginia nog een aantal politieke ambten. Hij overleed in 1887.
- Gemeinsame Normdatei: 1055632611
- International Standard Name Identifier: 0000 0001 0886 0054
- Library of Congress Control Number: n85363382
- National Archives and Records Administration: 176892708
- Nationale Bibliotheek van Israël: 987007378784505171
- SNAC: w6wn23t6
- Système universitaire de documentation: 243636903
- Trove: 1489453
- Biographical Directory of the United States Congress: H000988
- Virtual International Authority File: 33460405
- WorldCat: E39PBJmpgCybBrKTFKF8mdpByd